# María Teresa Villagrasa Pérez
María Teresa Villagrasa Pérez (Monzón, 1 de noviembre de 1957) es una profesora y política española. Fue diputada del Congreso por el Partido Socialista Obrero Español (PSOE).
Villagrasa fue profesora de primaria en una escuela primaria pública en su Monzón natal (provincia de Huesca, Aragón, España), especializada en pedagogía terapéutica, auditiva y lingüística. Fue parte del consejo municipal de Monzón en 1984–99.
Fue elegida al Congreso de los Diputados en las elecciones de 2004 por la provincia de Huesca.  En las elecciones de 2008  fue número  tres en la lista de PSOE por Huesca, y no fue elegida. Aun así, volvió al parlamento sólo unas cuantas semanas más tarde dado que Víctor Morlán, que había sido cabeza  de lista del PSOE en Huesca, dimitió de su escaño para concentrarse en sus funciones como Secretario de Estado de  Planificación y Relaciones Institucionales.